# Alejandro Casona
Alejandro Casona, pseudônimo de Alejandro Rodríguez Álvarez (Besullo, Cangas del Narcea, Astúrias, 23 de março de 1903 - Madrid, 17 de setembro de 1965) foi um dramaturgo espanhol.
Escreveu a peça A Farsa do Mancebo que Casou com Mulher Geniosa ou O mancebo que casou com a mulher braba, baseada no conto de Don Juan Manoel, de 1335.
Recebeu o Prémio Nacional de Literatura em 1932 por Flor de leyendas.

## Links
- (es) Otra vez el diablo. www.alejandro-casona.com